# 大分ソーラーパワー
大分ソーラーパワー株式会社（おおいたソーラーパワー）は、大分県大分市大字青崎に本社を置き、太陽光発電及び売電事業を行う企業である。丸紅株式会社の全額出資子会社。また、大分ソーラーパワーは同社が大分県大分市で運転する大規模太陽光発電所（メガソーラー）。

## 概要
大分ソーラーパワーは、大分県大分市の別府湾岸に位置する大分臨海工業地帯の埋立地（6号地）に丸紅エネックス、昭和電工、日本触媒が所有する遊休地105haを借り受けて建設された。
2013年3月に着工し、2014年3月12日に商業運転を開始した。発電した電力は20年間にわたり九州電力に売電される。出力は82.02MWで、鹿児島七ツ島メガソーラー発電所の70MWを上回り、日本の太陽光発電所で2015年7月現在で最大。また、風力発電所の新出雲風力発電所の78MWをも上回り、再生可能エネルギーの発電施設としても日本最大である。年間予想発電量は8,700万kWhで、一般家庭約3万世帯分にあたる。二酸化炭素削減効果は年間約3.5万トン。太陽光パネルはハンファグループのQセルズ製を約34万枚使用している。
2016年12月に丸紅により吸収合併されることが発表されており、2017年2月28日付で法人格は消滅する予定。なお、大分ソーラーパワーの事業に関しては大分メガソーラー一般社団法人が設立し、日本政策投資銀行が出資する大分メガソーラー合同会社に譲渡される予定となっている。